# Mohamed Ben Attia
Mohamed Ben Attia (arab. محمد بن عطية ; ur. 5 stycznia 1976 w Tunisie) – tunezyjski reżyser i scenarzysta filmowy. 

## Życiorys
Po ukończeniu w 1998 roku studiów w Wyższej Szkole Handlowej w Tunisie przeniósł się do Francji, gdzie kontynuował naukę, tym razem na kierunku komunikacja audiowizualna na Uniwersytecie w Valenciennes. Karierę w branży filmowej rozpoczął od tworzenia filmów krótkometrażowych.
Jego pierwszy film fabularny, Hedi (2016), miał swoją premierę w konkursie głównym na 66. MFF w Berlinie, gdzie zdobył nagrodę za najlepszy debiut reżyserski oraz Srebrnego Niedźwiedzia dla najlepszego aktora za kreację Majda Mastoury. Obraz opowiadał o szukającym swojej drogi życiowej tytułowym bohaterze, który stara się walczyć z obowiązującymi w Tunezji konwenansami.
Drugi film Ben Attii, Drogi synu (2018), zaprezentowany został w sekcji "Quinzaine des Réalisateurs" na 71. MFF w Cannes. Obraz ukazywał dramat rodziny z klasy średniej, której największa nadzieja, czyli syn, niespodziewanie dołącza do bojowników ISIS w Syrii.
Trzecia fabuła reżysera, Za górami (2023), miała premierę w sekcji "Horyzonty" na 80. MFF w Wenecji.

## Filmografia
- 2016: Hedi (نحبك هادي / Inhebbek Hedi)
- 2018: Drogi synu (ولدي / Weldi)
- 2023: Za górami (ورا الجبل / Oura el jbel)[3]